# Carl Winberg

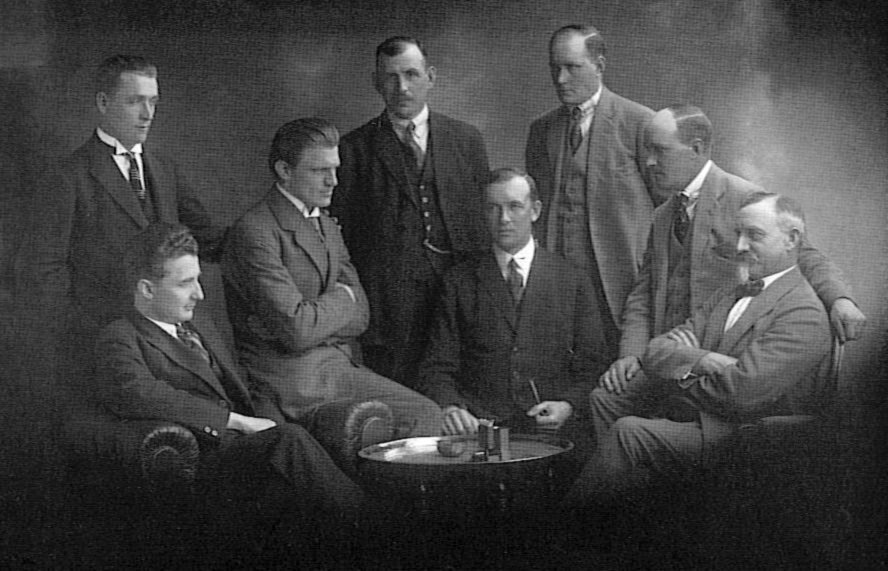
Carl Winberg (längst till höger) tillsammans med den kommunistiska partigruppen i riksdagen 1922.

Carl Winberg, född 6 juli 1867 i Karlstad, död 22 februari 1954 i Stockholm, var en svensk politiker (kommunist) och redaktör.

## Biografi
Winberg var 1891–1906 lokomotivputsare till yrket. Han var 1906–1909 sekreterare i Svenska järnvägsmannaförbundet och blev 1909 redaktör för förbundets tidning Signalen.
1911–1914 var Winberg riksdagsman i andra kammaren för Socialdemokraterna: 1911 för Stockholms stads valkrets och 1912–1914 för Stockholms stads andra valkrets. Han återvaldes inte vid nyvalet våren 1914, men återkom i det ordinarie valet på hösten samma år och tillhörde därför andra kammaren mandatperioden 1915–1917 för samma valkrets. Tillsammans med den vänstersocialistiska oppositionen inom socialdemokraterna bröt han sig 1917 ut ur partiet och bildade Sveriges socialdemokratiska vänsterparti, med socialdemokratiska vänstergruppen som riksdagsparti. Från urtima riksdagen 1919 till 1930 tillhörde han första kammaren (invald i Norrbottens läns valkrets fram till 1921 och från 1922 i Västerbottens läns och Norrbottens läns valkrets).
Winberg tillhörde den riktning inom vänstersocialisterna som år 1921 ombildade SSV till Sveriges kommunistiska parti och vid splittringen 1924 inom Sveriges kommunistiska parti anslöt han sig till den Moskvatrogna riktningen. Då även denna riktning splittrades 1929, anslöt han sig till Kilbomsfalangen. Han var på sin tid tillsammans med Ture Nerman de enda kommunisterna i första kammaren.
År 1917, då ryska revolutionen, rådsrevolutionen i Tyskland och hungerkravallerna i Sverige pågick, samlade Carl Winberg en hemlig revolutionskommitté med syfte att utse en revolutionsregering. Man beslöt att avvakta utvecklingen och väntade i princip bara på en signal. 
Winbergs memoarer utkom 1945.